# Gravlev Sø
Gravlev Sø er en cirka 27 ha stor sø mellem Lindenborg Å og landsbyen Gravlev, mellem den nordvestlige ende af Rold Skov og Støvring, i Rebild Kommune i det nordlige Himmerland. Den er resultatet af et naturgenopretningsprojekt, idet den oprindelig 50‑60 hektar store sø blev afvandet med et projekt i 1800-tallet, og omkring 1910 var søen helt væk. Søen strakte sig oprindelig fra Lille Blåkilde i nord til foden af Rebild Bakker ved Ravnkilde. I 2008 og 2009 gennemførtes et naturprojekt der gendannede en del af søen, til et areal på omkring 27 hektar, med en vanddybde på gennemsnitlig 40 cm. I 2005 blev 1.028 ha naturfredet i hele området. Søen er en del af Natura 2000-område nr. 18 Rold Skov, Lindenborg Ådal og Madum Sø og er både habitatområde og fuglebeskyttelsesområde. Det er også en del af en naturfredning fra 2005 på 1.028 hektar af Rold Skov og Gravlevdalen.
Søen har tilløb fra en kilde i Gravlev.

## Eksterne kilder og henvisninger
1. ↑  "Gravlev Sø". Trap Danmark (lex.dk online udgave).
2. ↑  Om fredningen  Arkiveret 21. juli 2011 hos  Wayback Machine på Danmarks Naturfredningsforenings websider

- Gravlev Sø Arkiveret 10. februar 2012 hos  Wayback Machine på roldskov.info
- Gravlev Sø genskabt efter 100 års tørlægning på dettabteland.dk
- Danmarks Søer, Søerne i Nordjyllands og Viborg Amter, af Thorkild Høy m.fl. ISBN 87-7717-200-0

56°50′38.38″N 9°49′29.52″Ø / 56.8439944°N 9.8248667°Ø